# Linagliptin
A linagliptin (INN) 2-es típusú cukorbetegség kezelésére szolgáló, szájon át szedhető gyógyszer. Használható első vonalbeli szerként, vagy a metformin helyettesítésére, ha az valamilyen okból nem alkalmazható, vagy nem hatásos.
Az Európai Bizottság 2011. július 25-én engedélyezte a linagliptin önálló használatát, továbbá metforminnal, valamit metforminnal és szulfonilkarbamiddal kombinált alkalmazását is. Az USA-ban az FDA 2011. május 3-án hagyta jóvá a szer alkalmazását. Magyarországon az OEP 2012. május 23-án fogadta be a gyógyszert 70%-os tb-támogatással.

## Előnyei
A többi hasonló szerhez képest:
- ritkábban lép fel hipoglikémia (a vércukorszint kóros csökkenése, mely önmagában is életveszélyes, de hosszabb távon is csökkenti a várható élettartamot)
- nem okoz testsúlygyarapodást (ami gyakori a szulfonilkarbamid(en) típusú szert szedőknél), kedvezően befolyásolja a lipidprofilt
- a felezési ideje 5–7 nap, ezért könnyen adagolható, folyamatos szedés esetén egyenletes a hatása
- a betegek jól tolerálják
- antioxidáns hatása van, ami védelmet nyújt a szív- és érrendszeri betegségek ellen, melyek cukorbetegségben még az átlagosnál is gyakoribbak.

A linagliptin legnagyobb előnye, hogy a többi antidiabetikumhoz képest jelentősen csökkenti a szív- és érrendszeri betegségek kockázatát.

## Hatásmód
Szelektív, kompetitív dipeptidil-peptidáz-4(en) (DPP-4) gátló. Ez a hormon felelős többek között az inkretin(en) hormonok lebontásáért.
Az inkretin hormonokat a bél nyárkahártyája termeli. Serkentik az inzulintermelést még a vércukorszint emelkedése előtt. Gátolják a glükagon(en) (az inzulin ellenhormonja) képződését. Lassítják a gyomor kiürülését, a táplálékfelvételt és annak felszívódását, ezáltal a vércukorszint emelkedését.
A linagliptin az első olyan DPP-4 gátló, ami főleg a májon és az epeutakon keresztül választódik ki, és csak 5%-ban ürül a vesén keresztül változatlan formában. Ez azt jelenti, hogy csökkent vesefunkció mellett is alkalmazható.

## Mellékhatás
A leggyakoribb mellékhatás a hipoglikémia.
A linagliptin forgalomba kerülése után jelezték, hogy néhány esetben hasnyálmirigy-gyulladás(en) fordult elő. A linagliptin-kezelés abbahagyása után a pancreatitis gyógyulását figyelték meg.
Állatkísérletekben nem tapasztaltak magzatkárosító hatást, viszont a linagliptin kiválasztódott az anyatejbe. Nem ismert, hogy milyen hatása van a csecsemőre. Emberi tapasztalatok nincsenek, ezért a linagliptin kerülendő terhesség és szoptatás alatt.

## Adagolás
Napi adag 5 mg. Étkezés közben vagy attól függetlenül is bevehető. Ha metforminnal együtt adják, a metformin adagját nem kell módosítani. Metforminnal és szulfonilkarbamiddal együtt megfontolandó a szulfonilkarbamid-adag csökkentése a hipoglikémia veszélyének csökkentésére.
A klinikai vizsgálatok azt mutatják, hogy kicsi a kockázata annak, hogy a linagliptin más gyógyszerrel kölcsönhatásba lép.

## Készítmények
Magyarországon:
- Jentadueto 2,5 mg/850 mg filmtabletta
- Jentadueto 2,5 mg/1000 mg filmtabletta
- Trajenta 5 mg filmtabletta